# Васильєв Сергій Вікторович
Сергій Вікторович Васильєв (народився 18 жовтня 1961, с. Аромашево, Тюменська область, РРФСР, СРСР) — радянський і російський політик і громадський діяч, журналіст. Народний депутат СРСР, член комітету у справах молоді Верховної Ради СРСР (1989—1991).

## Біографія
• У 1979 закінчив середню школу № 22 м Тюмені;

• У 1984 р — історичний факультет Тюменського державного університету. Тема диплома: "Формування праворадикального руху як елемент "кризи верхів «в Німеччині напередодні Першої світової війни (1912—1914 р.р.)». Працював учителем історії в школі.

• У 1984—1986 р.р. проходив армійську службу в якості перекладача 147 військової комендатури Групи радянських військ у Німеччині (Гера, Тюрингія).

• З липня 1986 року — асистент кафедри загальної історії ТюмГУ. Член КПРС;

• У 1986—1989 р.р. — секретар комітету ВЛКСМ університету.

• З 1988 р — аспірант кафедри політології, тема дослідження: «Діалектика політичного конфлікту».

## Сім'я
• Батько — Васильєв Віктор Євгенович, журналіст.
• Мати — Васильєва (Зайчик) Ніна Петрівна, вчителька російської мови та літератури
• Брат — Васильєв Ігор Вікторович
• Сергій Вікторович одружений; має трьох синів (Іван, Андрій, Михайло) і дочка (Олександра).

## Політична кар'єра
У березні 1989 року обраний народним депутатом СРСР по Ленінському територіальному виборчому округу м Тюмені № 320. 

В умовах наростання впливу в суспільстві ідей лібералізму і консьюмериських настроїв екстремально дотримується ультраконсервативних, пассеістичних політичних поглядів.

Разом з другом і однодумцем Н. А. Павловим став ініціатором скликання в Тюмені в жовтні 1989 р робочої наради народних депутатів СРСР від Російської Федерації. На нараді прийнято Звернення до II з'їзду народних депутатів СРСР. У документі констатувалася провідна роль російського етнічного ядра в державному будівництві, висловлювалася стурбованість несприятливими демографічними зрушеннями в традиційно російських областях і краях РРФСР, вказувалося на нерівноправне соціально-економічне становище Російської Федерації у внутрішньоспілкової системі поділу праці, пропонувалися варіанти виходу з кризи, що насувається.

Координатор Російського депутатського клубу народних депутатів СРСР. Активно виступав в радянській та іноземній пресі («Політика», «Літературна Росія», The Washington Post і ін.) На захист російського населення союзних республік, з жорсткою критикою непослідовною, на його погляд, позиції президента СРСР М. С. Горбачова з питань поточної внутрішньої і зовнішньої політики.

Член оргкомітету Всесоюзного студентського Форуму 26 лютого 2014. (листопад 1989 р.), учасник міжнародної конференції молодих політиків в Лондоні «Майбутнє Європи» (British Atlantic Group. East-West Conference of Young Politicians The Future of Europe, May 1990).

24 серпня 1991 р опублікував заяву про події 19-21 серпня в Москві, в якому охарактеризував подію як державний переворот, що суперечить російським національним інтересам.

"Справа не тільки в тому, що М. Горбачов і Б. Єльцин грубо порушили Конституції СРСР і РРФСР і інші державно-правові акти. Це траплялося і раніше, буде траплятися і в майбутньому.
```
Справа в тому, що в Росії утвердилася в якості пануючого духовна течія, ворожа російському національному світовідчуванню, російському укладу волі і відчуттів, порівнянне за своєю заразливістю лише з комуністичною доктриною. Найбільш далекоглядні розуми не можуть не розуміти, що "пріоритет загальнолюдських цінностей", скажена пропаганда накопичення в дусі Бенджаміна Франкліна, визнання "права націй на самовизначення аж до відокремлення" неминуче призведуть до катастрофи.
Сьогодні нова влада спирається на азарт і жертовність збуджених мас, а завтра буде жорстоко придушувати будь-яке інакомислення в народі. У людства ще буде час придивитися до м'ясистого обличчя російського "демократичного" тоталітаризму ... "
```

На V надзвичайному з'їзді народних депутатів СРСР був в числі 43 народних депутатів СРСР (з 2250) тих, хто голосував проти прийняття постанови СНД від 5 вересня 1991 № 2391-1 "Про заходи, що випливають із спільної Заяви Президента СРСР і вищих керівників союзних республік і рішень позачергової сесії Верховної Ради СРСР ", що означало фактичний розпуск з'їзду і подальшу ліквідацію Союзу РСР. Спільно з народними депутатами СРСР Алкснісом В. І., Крайко А. Н., народними депутатами Української РСР Павловим Н. А., Бабуріним С. Н., Ісаковим В. Б. та ін. Підписав відкрите звернення до союзним депутатам, по суті, звинувативши керівників СРСР в прямій державній зраді.

У жовтні 1991 в прямому ефірі телебачення виступив проти арешту і видачі колишнього заступника командира ризького ОМОНу капітана міліції С. Г. Парфьонова владі Латвії, звернувся з відповідними запитами до прокуратури і міністерства юстиції СРСР і РРФСР.

У грудні 1991 р опублікував заяву про політико-правову оцінку акту про денонсацію Союзного договору 1922 і підписання Угоди про створення Співдружності Незалежних Держав від 8 грудня 1991 року, в якому пропонував вважати ці документи юридично нікчемними з моменту підписання.

У липні 1994 року — учасник міжнародного круглого столу Собору культур духовно близьких східнохристиянських народів «Східнохристиянська цивілізація і виклики нового світового порядку» в Белграді (Югославія).

## Творчість
• У 1990 р за підсумками дослідницької роботи в Центральному державному архіві Жовтневої революції, вищих органів державної влади і органів державного управління СРСР, архіві УКДБ СРСР по Тюменській області, Центральному державному військово-історичному архіві СРСР опублікував історичний нарис «Приборкання» про причини, перебіг і підсумки західно-сибірського селянського повстання 1921 р

•З 1994 по 1997 р.р. — редактор телевізійної інформаційно-аналітичної програми «Спостерігач» (репортери програми — В'ячеслав Сидоркин і Антон Яшков). Вів багаторічне журналістське розслідування процесу зрощування кримінальних і субкрімінальних структур з політичною владою в Тюмені в 90-ті роки XX ст. Працював в стилі гонзо-журналістики.
• У 1995 р виїжджав в зону бойових дій на Північний Кавказ, автор сценарію документального фільму «Вниз по Чечені», героїзувати солдатів і офіцерів — учасників першої чеченської війни.
• У 1997 р зняв авторський фільм про долю бійців ризького ОМОНу «Забути Ригу».

## Маловідомі факти
По батьківській лінії — чалдон, предки (Васильєви, Плесовской) — ямщики, проживали у Сибіру з кінця XVII століття. По материнській лінії — із самоходів (переселенців кінця XIX в.) Новгород-Сіверського (Зайчики) і Брест-Литовського (Денисюк) повітів Російської імперії.

Захоплюється живописом, дизайном. Перші в житті гонорари отримав за публікації власних малюнків і постерів.

• З 2000 року навчався в Російській Академії державної служби за спеціальністю «державне і муніципальне управління», спеціалізація «національна безпека».

• У березні 2001 р перебував у відрядженні в розташуванні базового центру 503 мсп 19 мсд (командир — полковник С. Н. Стволів) в Ачхой-Мартанівського р-ні Чечні, брав участь в розвідувально-пошукових заходах.

## Діяльність в теперішньому часі
Живе в Москві. Журналіст, перекладач з німецької.